# Château de Wildenwart
Le château de Wildenwart se situe à Wildenwart dans la commune de Frasdorf, région de Chiemgau en Haute-Bavière, à 80 km au sud-est de Munich.
Le château précurseur est construit au XIIe siècle pour sécuriser le gué de la Prien. Les constructeurs sont les seigneurs de Greimharting vers 1135. Le château change de mains plusieurs fois.
Le château de Wildenwart est acquis en 1862 par l'archiduc François V de Modène et son épouse Aldegonde de Bavière (1823-1914), fille du roi Louis Ier. Ils meurent sans enfants et laissent le château à la famille royale bavaroise. Le roi Louis III s'y réfugie après la chute de la monarchie. Le propriétaire actuel est Max Emmanuel von Wittelsbach, duc en Bavière.